# أغنية من البحر (فلم 2014)
أغنية البحر (بالإنجليزية: Song of the Sea) هو فيلم رسوم متحركة وخيال ودراما أخرجه وشارك في إنتاجه توم مور، وهو إنتاج مشترك بين روس موراي، بول يونغ، ستيفن رولنت، سيرج ومارك أوميا، إيزابيل تروك، وكليمان كالفي، جيريمي فيجنير، فريدريك فيلومسين، وكلوس توكسيفغ كجير، وتأليف ويل كولينز من قصة مور. وكان من أوائل المشاركين في الإنتاج العالمي من إيرلندا، بلجيكا، الدنمارك، فرنسا، لوكسمبورغ، وهو ثاني فيلم روائي طويل من الكرتون. تم عرضه في عام 2014.
أغنية البحر يروي قصة الصبي الايرلندي البالغ من العمر 10 سنوات يدعى بن (ديفيد راولي) الذي يكتشف أن أخته الصامتة سيرشا، الذي كان يلومها في وفاة والدته، هي سيلكي (قادرة على الإفراج عن مخلوقات الجن وإنقاذهم من الشريرة ماشا).
الفيلم مرسوم باليد. بدأ إنتاج الأفلام بعد وقت قصير من عرض سر كيلز (2009)، لأول مرة في مهرجان تورونتو السينمائي الدولي 2014 يوم 6 سبتمبر في برنامج «TIFF الأطفال». وكان الفيلم الإصدار المحدود في بعض البلدان، لكنها لم تتلق إشادة الساحق ورشح لجائزة الأوسكار لأفضل فيلم رسوم متحركة في حفل توزيع جوائز الأكاديمية 87 في عام 2015 .

## القصة
يعيش كونور، حارس المنارة، على جزيرة مع نجله بن وزوجته بروناج، والكلب (كو) تختفي برونا في وقت متأخرمن ليلة، ويفترض أنها ماتت بعد الولادة، تاركة وراءها ابنتها سيرشا.
بعد ست سنوات، يستمر كونور مكسورا وحزين، سيرشا الابنة تظل صامتة دائما، وبن عدائي تجاه اخته سيرشا، ويلومها على موت امه. في عيد ميلادها، زارتها جدتها (جراني). في تلك الليلة، بن اراد اخافة اخته بالحديث عن قصة ماك لير ووالدته ماشا، والبومة الساحرة، التي سرقت مشاعره وحولته إلى حجر. وفي وقت لاحق، سيرشا لعبت بقرن الصدف الذي اعتطه اياه امه وشاهدت رداء ابيض من جلد الفقمة في الخزانة. لبسته ومشت الي مجموعة من الفقمات في البحر وظهرت لها باعتبارها انها من مخلوقات السيلكي. بعد خروجها من البحر عندما وجدتها الجدة اصرت الجدة ان تاخذ الولدين إلى المدينة للحفاظ على سلامتهما رغم محاولات بن بالرفض الا انه اجبر على الذهاب معها بالرغم من محاولاته البائسة كرمي معاطف النجاة بالبحر...
في عيد الهالوين، سيرشا كانت تلعب بالصدفة، فانتبهت الجن لها. واستمر بين في ايجاد وسيلة للعودة إلى ديارهما ولكنه التقى بالجن، الذين كانوا ياملون بان سيرشا سوف تساعدهم على العودة إلى تير نا نوج. ومع ذلك، يتعرضون للهجوم من قبل البوم ماشا، وتحولهم إلى الحجر. يركب بين واخته حافلة وتتبعهم الساحرة وتبدا سيرشا بالمرض ثم يصلون إلى بئر مقدسة تقع فيها سيرشا يقابل بعدها بين سينشاي الذي يساعده على التخلص من ماشا والوصول إليها حيث يعلم أنها اختطفت على يد ماشا واه على بين ان يقدم خصلة من شعره للوصول إليها ويتبين ان السيلكي نفسها عادت إلى المحيط.
بين يلتقي ماشا، الذي تدعي أنه عندما عانى ماك لير من كسر في القلب حولته إلى جزيرة بالقرب من منزلهما. بعد ذلك بين تمكن من إنقاذ سيرشا، وإعطاء ماشا مشاعرها التي فقدتها، مع الاعتراف بأن أخذ مشاعر لا يساعد. ماشا ساعدتهم على الطيران للعودة إلى ديارهم، وكونور حاول أخذ سيرشا إلى المستشفى. في الوقت ذاته، الجدة كانت بالقرب من الجزيرة تبحث عنهم. بين غطس في البحر بحثا عن معطف سيرشا، مع الاختام. حيث عادت صحة سيرشا تماما وغنت أغنية البحر. ارتفعت الجن وسافرت إلى ماك لير ثم إلى تير نا نوج.
ظهرت برونا مستعدة للمغادرة مع سيرشا، ولكن نظرا لأنها هي نصف البشرية، اخذت برونا معطفها وغادرت. بعد خطبة دامعة، بين وعائلته عادوا بسعادة إلى جزيرتهم، حيث تصل الجدة أخيرا، وتقرر ان الأطفال يمكنهم البقاء مع والدهما. بين وسيرشا اصبحا اصدقاء.

## الاصوات
- ديفيد راولي بدور بين
- بريندان جليسون بدور كونور وماك لير
- فينولا فلانجان بدور الجدة جراني وماشا
- ليزا هانجان بدور برونا (ام بين وسيرشا)
- لوسي اوكانول بدور سيرشا
- جون كيني بدور الجن
- بات شورت بدور لوج
- كولم سنودي بدور موسي
- ليم هوريكان بدور سائق الحافلة
- كيفن سويرزيز بدور بين وهو صغير
- ويل كولنز بدور اصوات اضافية
- بول يونج بدور اصوات اضافية

## الموسيقى
وتألفت الموسيقى الأصلية للفيلم من قبل برونو كولايس، بالتعاون مع المجموعة الايرلندية كلا (Kíla). كما يتميز الفيلم أغاني نولوين لوروا (Nolwenn Leroy). ألبوم الموسيقى التصويرية يتألف من 25 أغنية من فيلم وأطلق رقميا في 9 ديسمبر 2014 بواسطة Decca Records.

## الإطلاق
أغنية من البحراطلق لأول مرة في مهرجان تورونتو السينمائي الدولي 2014 في 6 أيلول 2014 في برنامج الأطفال TIFF. كان قد أطلق في فرنسا وبلجيكا ولوكسمبورج في 10 ديسمبر 2014. وتلقى الإصدار المحدود في أمريكا الشمالية في 19 ديسمبر عام 2014، والذي أهلها للحصول على ترشيح لجائزة الأوسكار. وواطلق في أيرلندا في 10 يوليو 2015.

## العائدات

### شباك التذاكر
حقق الفيلم CN ¥ 15 مليون في الصين. و 857,522 $ في الولايات المتحدة وكندا.

### الجوائز
| السنة | الجائزة                                                                      | الفئة                                               | المرشحين والنتيجة                                                 |  |
| ----- | ---------------------------------------------------------------------------- | --------------------------------------------------- | ----------------------------------------------------------------- |  |
| 2014  | Festival International des Voix du Cinéma d'Animation (Port Leucate, France) | Prix Spécial du Jury                                | Song of the Sea (النتيجة = فوز)                                   |  |
| 2015  | 42nd Annual Annie Awards                                                     | Best Animated Feature                               | Tomm Moore, Paul Young                                            |  |
| 2015  | 42nd Annual Annie Awards                                                     | Character Design in an Animated Feature Production  | Tomm Moore, Marie Thorhauge, Sandra Anderson, Rosa Ballester Cabo |  |
| 2015  | 42nd Annual Annie Awards                                                     | Directing in an Animated Feature Production         | Tomm Moore                                                        |  |
| 2015  | 42nd Annual Annie Awards                                                     | Music in a Feature Production                       | Bruno Coulais & Kíla                                              |  |
| 2015  | 42nd Annual Annie Awards                                                     | Production Design in an Animated Feature Production | Adrien Merigeau                                                   |  |
| 2015  | 42nd Annual Annie Awards                                                     | Writing in an Animated Feature Production           | Will Collins                                                      |  |
| 2015  | 42nd Annual Annie Awards                                                     | Editorial in an Animated Feature Production         | Darragh Byrne                                                     |  |
| 2015  | 19th Satellite Awards                                                        | Best Animated or Mixed Media Feature                | Song of the Sea (النتيجة =فوز)                                    |  |
| 2015  | 40th César Awards                                                            | Best Animated Feature Film                          | Song of the Sea                                                   |  |
| 2015  | 87th Academy Awards                                                          | Best Animated Feature                               | Song of the Sea                                                   |  |
| 2015  | 12th Irish Film & Television Awards                                          | Best Film                                           | Song of the Sea (النتيجة فوز)                                     |  |
| 2015  | 12th Irish Film & Television Awards                                          | Best Film Script                                    | Will Collins                                                      |  |
| 2015  | 28th European Film Awards                                                    | Best Animated Feature Film                          | Song of the Sea (النتيجة= فوز)                                    |  |
| 2016  | 6th Magritte Awards                                                          | Best Foreign Film in Coproduction                   | Song of the Sea                                                   |  |
| 2016  | 21st Empire Awards                                                           | Best Animated Film                                  | Song of the Sea                                                   |  |

## روابط خارجية
- مقالات تستعمل روابط فنية بلا صلة مع ويكي بيانات